# Bijzondere wetenschappelijke vorming
De bijzondere wetenschappelijke vorming (BWV) is een studierichting in het Vlaamse onderwijs. De BWV is een bijkomend (zevende) jaar algemeen secundair onderwijs dat alleen kan gevolgd worden in Antwerpen, Gent, Kortrijk, Brussel, Leuven, Hasselt, Zottegem en Mechelen.
Dit is een voorbereidend jaar op het hoger onderwijs, meer specifiek op de wiskundig-wetenschappelijke richtingen. Het is bedoeld voor studenten die uit richtingen komen met minder wiskunde en wetenschappen op het programma, maar die toch dergelijke richting willen gaan studeren in het hoger onderwijs. Het programma bestaat voor het overgrote gedeelte uit wiskunde en wetenschappelijke vakken aangevuld met enkele uren informatica, zakelijk Nederlands of levensbeschouwing. De inhoud van de leerstof loopt voor alle vakken gelijk met die van diezelfde vakken uit een 3de graad Wetenschappen-Wiskunde ASO, voor sommige vakken aangevuld met leerstof van de 2de graad. 
Deze zeer gespecialiseerde richting was aanvankelijk bedoeld als voorbereiding op de studies van burgerlijk ingenieur en op de Koninklijke Militaire School. Het wordt vooral gevolgd door leerlingen die in het ASO minder dan 6u wiskunde per week hadden of niet geslaagd waren voor het toelatingsexamen voor burgerlijk ingenieur of geneeskunde. Door de afschaffing van het toelatingsexamen burgerlijk ingenieur in Vlaanderen in 2000, en de aanpassing van het curriculum van deze studie kreeg het programma een andere invulling, onder meer met het oog op het toelatingsexamen arts-tandarts (sedert 2002).
In het leger bestaat iets dergelijks als de ''De Voorbereidende Divisie van de Koninklijke Militaire School (VDKMS)'', dit met als doel je voor te bereiden op de KMS officiersschool.

## Beginsituatie & leerinhoud

### Chemie

#### Beginsituatie
Deze cursus vervolledigt de opleiding chemie voor leerlingen die in het eerste en tweede jaar van de derde graad een niet-wetenschappelijke studierichting gevolgd hebben of die zich, na het volgen van een wetenschappelijke richting, onvoldoende voorbereid voelen om hogere studies met wetenschappelijke basis met kans op succes aan te vatten. Als beginsituatie wordt uitgegaan van het feit dat de leerlingen die dit derde leerjaar van derde graad ASO aanvatten, bepaalde essentiële doelstellingen van de leerstof chemie nog niet bereikt hebben. Het is van essentieel belang dat de leraar bij de aanvang van elk hoofdstuk nagaat waar voor de individuele leerlingen de belangrijkste hiaten zijn. Hij leunt telkens aan bij de leerinhouden die in de tweede graad aan bod zijn gekomen en gaat na of de daaraan verbonden doelstellingen werden bereikt. Overleg met de collega’s fysica en biologie is voor een aantal leerinhouden belangrijk. Een goede vakgroepwerking staat hier op zijn plaats. De belangrijkste leerinhouden van de tweede graad worden herhaald en uitgediept. Via een aangepaste concentrische benadering krijgen de leerlingen de gelegenheid om geziene begrippen en structuren te integreren in hun wetenschappelijke kennis en verder uit te diepen naar een hoger beheersingsniveau. Er wordt rekening gehouden met het nieuwe gegeven dat de toegangsproef burgerlijk ingenieur als het ware vervangen is door de toegangsproef arts/tandarts, zodat het aan te bevelen is de te kennen leerstof voor de toegangsproef zoveel als mogelijk te verwerken in de aangeboden leerinhouden.

#### Leerinhoud
- Hoofdstuk 1 Atoombouw
- Hoofdstuk 2 Chemische binding
- Hoofdstuk 3 Drijfveren van chemische reacties
- Hoofdstuk 4 Reactiesnelheid
- Hoofdstuk 5 Chemisch evenwicht
- Hoofdstuk 6 Zuren en basen
- Hoofdstuk 7 Chemisch rekenen
- Hoofdstuk 8 Redox reacties en elektrochemie
- Hoofdstuk 9 Organische stoffen en hun reacties

### Fysica

#### Beginsituatie
De leerlingen die kiezen voor de studierichting Bijzondere wetenschappelijke vorming hebben een duidelijke interesse voor wetenschappen en hebben meestal in de derde graad ASO/TSO een studierichting gevolgd met een beperkt aantal uren wetenschappen. Op deze manier wensen deze leerlingen hun kennis en vaardigheden uit te breiden zodat ze degelijk zijn voorbereid op vervolgstudies in wetenschappelijke richtingen van het hoger onderwijs. Vermits de leerlingen met een duidelijk verschillende voorkennis aan dit studiejaar beginnen is het leerplan opgebouwd vanuit de basisvorming wetenschappen van de 2e graad. De leerlingen beschikken over beperkte kennis betreffende de structuur van de materie, optische verschijnselen (terugkaatsing, breking, kleuren), soorten krachten, arbeid en energie, eenparige rechtlijnige beweging, eerste wet van Newton en elementen van de warmteleer (gaswetten, soortelijke warmtecapaciteit, faseovergangen). 
Van de leerlingen die kiezen voor Bijzondere wetenschappelijke vorming wordt verwacht dat zij voldoende inzet en interesse opbrengen en dat zij bereid zijn om regelmatig en zelfstandig te leren.

#### Leerinhoud
- Hoofdstuk 1: Kracht en beweging
  - Deel 1: Kinematica
  - Deel 2: Dynamica
  - Deel 3: Arbeid, energie, vermogen, rendement
- Hoofdstuk 2: Druk
  - Deel 1: Druk bij vaste stoffen
  - Deel 2: Druk bij vloeistoffen
  - Deel 3: Druk bij gassen
- Hoofdstuk 3: Warmteleer
  - Deel 1: Gassen
  - Deel 2: Merkbare warmte
  - Deel 3: Faseovergangen
- Hoofdstuk 4: Elektriciteit en Magnetisme
  - Deel 1: Elektrostatica
  - Deel 2: Elektrodynamica
  - Deel 3: Elektromagnetisme
- Hoofdstuk 5: Cirkelvormige beweging
- Hoofdstuk 6: Trillingen en golven
  - Deel 1: Harmonische trilling
  - Deel 2: Golven
  - Deel 3: Geluid
  - Deel 4: Licht als golf en als deeltje
- Hoofdstuk 7: Kernfysica
  - Deel 1: Natuurlijke radioactiviteit
  - Deel 2: Kunstmatige radioactiviteit

### Wiskunde

#### Beginsituatie
De leerlingen die kiezen voor de studierichting Bijzondere wetenschappelijke vorming hebben een duidelijke interesse voor wiskunde en wetenschappen en komen uit diverse richtingen van de derde graad ASO/TSO. Deze heterogene groep heeft als gemeenschappelijk kenmerk dat ze zich onvoldoende voorbereid voelen of een te beperkte kennis wiskunde hebben om met succes vervolgstudies in wetenschappelijke - wiskundige richtingen in het hoger onderwijs aan te vatten. Specifiek voor het vak wiskunde betekent dit dat de leerlingen vaak instromen uit studierichtingen met een beperkt aantal uren wiskunde.
De leraar zal daarom extra aandacht moeten besteden aan de specifieke beginsituaties van de leerlingen. Belangrijk hierbij is dat de leraar bij de aanvang van elk leerstofonderdeel nagaat wat voor de individuele leerlingen de belangrijkste hiaten zijn. De leerstof sluit aan met de leerinhouden en - doelstellingen van het vak wiskunde van de tweede en derde graad ASO/TSO. De belangrijkste leerinhouden worden herhaald en uitgediept om zo de wiskundige kennis van de leerlingen naar een hoger beheersingsniveau te brengen.
Van de leerlingen die kiezen voor Bijzondere wetenschappelijke vorming wordt verwacht dat zij voldoende inzet en interesse opbrengen en dat zij bereid zijn om regelmatig en zelfstandig te leren.

#### Leerinhoud

##### Deel Algebra
- Veeltermen
- Veeltermvergelijkingen met één onbekende
- Ongelijkheden van de eerste graad met één onbekende
- Stelsels van twee vergelijkingen van de eerste graad met twee onbekenden
- Matrices
- Determinanten
- Stelsels van vergelijkingen van de eerste graad
- Complexe getallen

##### Deel Analyse
- Reële functies
- Veeltermfuncties
- Rationale functies
- Continuïteit en limieten
- Afgeleiden
- Goniometrische functies
- Cyclometrische functies
- Exponentiële functies
- Logaritmische functies
- Irrationale functies
- Integralen
- Rijen en reeksen

##### Deel Goniometrie
- Georiënteerde hoeken en goniometrische getallen
- Willekeurige driehoeken
- De radiaal
- Formules

##### Deel Vlakke meetkunde
- Eigenschappen van hoeken
- Driehoeksmeting in een rechthoekige driehoek
- Congruentie en gelijkvormigheid
- De cirkel
- Vectoren

##### Deel Ruimtemeetkunde
- Ruimtemeetkunde
- Analytische vlakke meetkunde van de tweede graad

##### Deel Stochastiek
- Algemene telregels
- Combinatieleer
- Combinatorische toepassingen
- Kansrekening
- Kansvariabelen
- Speciale kansverdelingen
- Statistiek in twee veranderlijken
- Toetsen van hypothesen

## Toelating
Je wordt toegelaten als je in het bezit bent van een diploma secundair onderwijs.
Kom je uit een niet-Vlaamse onderwijsinstelling (buitenlandse -, Frans- of Duitstalige school in België) of uit een onthaalklas voor anderstalige nieuwkomers (OKAN), dan kan de toelatingsklassenraad van de school je toelaten tot dit leerjaar.
Dit moet beslist worden binnen de 25 lesdagen vanaf je start in dat leerjaar.

## Verder studeren
Doorstroming naar het hoger onderwijs is logisch, want daarom ga je dit jaar volgen. 

### Professionele Bachelors
Na het aso zijn in principe alle professionele bachelors haalbaar; extra inspanning voor sommige vakken kan, afhankelijk van je vooropleiding en gemaakte keuze, nodig zijn. Het zal dan meestal gaan over technische vakken of praktijk. Uiteraard spelen je inzet en competenties een grote rol.  

### Academische Bachelors
Bij de keuze voor academisch hoger onderwijs moet je rekening houden met de gemaakte keuzes tijdens het aso. Door dit 7de jaar BWV gevolgd te hebben is je wiskunde en wetenschappelijke voorkennis bijgewerkt en zijn in principe alle academische bachelors haalbaar. Uiteraard spelen je inzet en competenties een grote rol.  
- (fr)  Franstalig onderwijs
- Onderwijsstatistieken